# 즐겨찾기

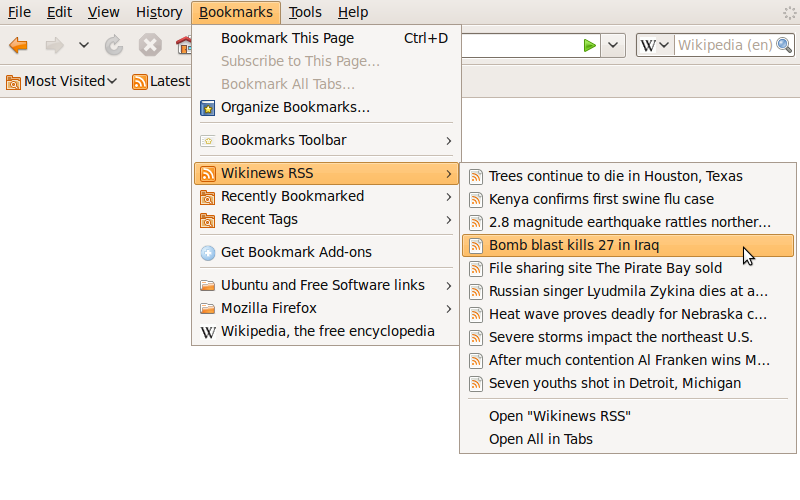
모질라 파이어폭스의 북마크 메뉴.

즐겨찾기(favorites, 문화어: 수집통) 또는 북마크(bookmark)는 웹 브라우저에서 사용자가 웹사이트의 URL를 등록하는 기능 또는 그렇게 등록한 URL의 목록을 가리킨다. '즐겨찾기'는 인터넷 익스플로러에서 쓰이기 시작한 말이고, 구글 크롬, 파이어폭스 등의 웹 브라우저는 '북마크'라고 한다.
즐겨찾기를 통해서 주소창에 일일이 URL를 입력하지 않고 바로 해당 링크를 클릭하는 것만으로도 사용자가 원하는 웹사이트에 바로 접속할 수 있다. 또 URL이 기억 나지 않더라도 이전에 즐겨찾기에 추가를 해두었다면 다시 찾을 수 있다는 장점이 있다.
즐겨찾기 기능은 모자이크 시절부터 포함되었으며, 이후 대부분 브라우저에서 기본 기능으로 제공되고 있다. 최근에 개발되어 가장 진보한 즐겨찾기 기능으로 평가받는 것은 2004년에 선보인 모질라 파이어폭스의 라이브 북마크(Live Bookmark) 기능으로 즐겨찾기 메뉴나 사이드바 등에 블로그나 뉴스 사이트의 RSS나 Atom 피드를 추가해 새 소식을 받을 수 있다.

## 즐겨찾기 용어
즐겨찾기는 인터넷 익스플로러에서 쓰이기 시작한 말임을 앞서 언급하였다. 1996년 5월 8일, 인터넷 익스플로러 2.0이 발표되었고, 무료로 배포되었다. 여기에서 '즐겨찾는 페이지'라는 용어가 사용되었다. 그 뒤로, 이 이름이 '즐겨찾기'로 바뀌었다. 마이크로소프트는 '즐겨찾기'라는 용어 말고도, 한국어로 잘 순화시킨 '좋은 용어'로 바로 가기를 채택하였다.

## 같이 보기
- 소셜 북마크